# Flavina adenina dinucleotide
Il flavina adenina dinucleotide (FAD o FADH2), è un importante fattore ossidante nella β-ossidazione degli acidi grassi e nel ciclo di Krebs ed interviene nel trasporto degli elettroni nel processo biochimico chiamato catena di trasporto degli elettroni. È un coenzima e partecipa a innumerevoli reazioni che comportano il trasferimento di 1 o 2 elettroni.

## Descrizione della struttura
La molecola è costituita da tre anelli condensati, che formano il cosiddetto gruppo isoallosazinico della flavina, il quale è a sua volta legato al ribitolo (alditolo a cinque atomi di carbonio, ovvero il composto derivato dalla riduzione del ribosio) tramite l'atomo di azoto (N) dell'anello centrale. La molecola, se presenta il gruppo OH del carbonio 5 legato al gruppo fosfato, prende il nome di Flavin Mono Nucleotide (FMN). Il gruppo fosfato proviene dalla reazione di fosforilazione della molecola con l'ATP, il quale libera un gruppo fosfato e forma così l'FMN.
Se l'FMN reagisce con un'altra molecola di ATP, quest'ultimo rilascia sia il nucleotide adeninico che il gruppo fosfato in α. Con questa reazione si forma il FAD.
Lo schema di reazione di produzione è il seguente:
|  | → |  | → |  |

L'ultimo passo della produzione può essere anche il legame di un adenosinmonofosfato con FMN.

## Forma ridotta del FAD - Il FADH e FADH2

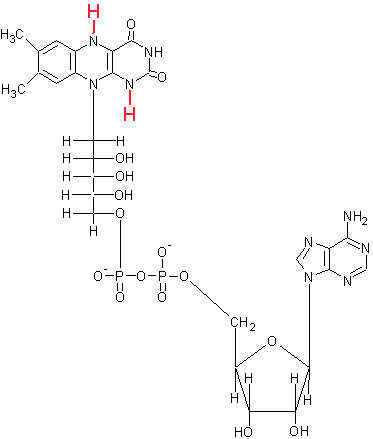
Struttura del FADH_{2}.

La forma ridotta della molecola interviene in diverse reazioni biochimiche di trasporto degli elettroni e nella ossidazione degli acidi grassi. 

### Struttura
Gli atomi di idrogeno (H) possono essere uno o due, legati al gruppo isoallosazinico. Se all'anello c'è legato un solo atomo di idrogeno, allora prenderà il nome di FADH (radicale semichinonico). Quest'atomo di idrogeno sarà legato all'azoto in posizione para sull'anello centrale del gruppo isoallosazinico, e il doppio legame presente nell'anello centrale scompare.
Se all'anello ci sono legati due atomi di idrogeno, allora prenderà il nome di FADH2 (idrochinone). Questo secondo atomo di idrogeno sarà legato all'azoto in posizione para sull'anello terminale del gruppo isoallosazinico, e il doppio legame presente nell'anello terminale scompare, formandosi invece un doppio legame tra l'anello centrale e quello terminale affinché le valenze dell'atomo di carbonio vengano rispettate.

#### Esempio
Durante il ciclo di Krebs, il FAD acquisisce due atomi di idrogeno, che si legano agli atomi di azoto con doppi legami negli anelli aromatici della riboflavina diventando FADH2, come mostra l'immagine del FADH2.